# Foteviken
Foteviken (før 1658: dansk: Fodevigen) er en bugt i det sydvestlige Skåne, i den sydlige del af Øresund nordøst for Höllviken.
I Foteviken munding ud mod Höllviken er der under vandet en næsten trehundrede meter lang træ- og stenspærring, Foteviksspærren, som blev påbegyndt i slutningen af 900-tallet. Dette store bygningsværk var udført på kongelig ordre, formentlig som beskyttelse for den skånske ledingsflådes havn længere inde i bugten. Den 4. juni 1134 udkæmpedes slaget ved Fodevig mellem kong Niels af Danmark og tronpretendanten Erik Emune, der vandt slaget.
Ved Fotevik fandtes en jernbanestation ved linjen Vellinge-Skanör-Falsterbo, og i begyndelsen af linjens levetid var dette den nærmeste station til byen Höllviken, der ikke fik station før 1910 i form af en mindre holdeplads.
I 1995 oprettede man Fotevikens Museum ved Fotevik; Desuden ligger der Fotevikens KulTurCenter.